# Molí de Sant Roc (Olot)
El molí de Sant Roc és una obra d'Olot protegida com a bé cultural d'interès local.

## Descripció
El molí de Sant Roc és un dels més antics del municipi d'Olot. Disposa de planta baixa i dos pisos superiors, més els soterranis on hi estan ubicades les moles, el trull i altres eines necessàries a un molí fariner. Va ser bastit amb pedra volcànica i carreus ben tallats als cantoners. Té teulat a dues aigües, amb els vessants vers les façanes principals. El Molí de Sant Roc va resultar molt malmès durant l'aiguat de l'any 1940 i a partir d'aleshores es va encetar la remodelació de tota la façana.

## Història
Segons els propietaris del Molí de Sant Roc, l'any 1601, el notari d'Olot -el Senyor Bassols-, va donar permís per la construcció del canal que menaria les aigües del molí; aquest, es va iniciar primer, amb la fabricació de paper i més tard s'especialitzaria en cereals. El Molí de Sant Roc va estar en funcionament fins fa uns vint anys, moment en què va morir l'avi de la casa i cap dels seus fills va seguir amb l'ofici.